# Corydoras habrosus
Corydoras habrosus Weitzman, 1960 è un pesce osseo d'acqua dolce, appartenente alla famiglia Callichthyidae.

## Distribuzione e habitat
Proviene dall'est della Colombia e da parte del Venezuela, dove vive negli affluenti dell'Orinoco, nell'ovest del suo bacino idrografico.

## Descrizione
Il corpo di questa specie di piccole dimensioni (difficilmente supera i 2 cm) è leggermente compresso sull'addome e sui lati. La colorazione è pallida con una striatura scura orizzontale, talvolta interrotta in una striscia e una macchia più ampia sul peduncolo caudale. Piccole macchie scure sono presenti anche sul dorso e sulle pinne.

## Biologia

### Comportamento
Vive in gruppi, di solito di più di una decina di esemplari.

### Riproduzione
Non ci sono cure verso le uova, deposte sulle piante.

## Acquariofilia
Può essere allevato in acquario, dove può anche riprodursi. In commercio si trova, come Corydoras hastatus e Corydoras pygmaeus, con il nome comune "corydoras nano".